# لكتين رابط للمانان
اللكتين الرابط للمانوز (بالإنجليزية: Mannose-binding lectin)‏ أو اللكتين الرابط للمانان (بالإنجليزية:  Mannan-binding lectin)‏ (مختصره MBL) أو البروتين الرابط للمانوز (بالإنجليزية: Mannose-binding protein)‏ أو البروتين الرابط للمانان (بالإنجليزية: Mannan-binding protein)‏ (مختصره MBP) هو لكتين له دور فعال في المناعة الطبيعية.